# David Morgan (nadador)
David Morgan (Penarth, Reino Unido, 1 de enero de 1994) es un deportista australiano que compite en natación, especialista en el estilo mariposa.
Participó en dos Juegos Olímpicos de Verano, obteniendo una medalla de bronce en Río de Janeiro 2016, en la prueba de 4 × 100 m estilos, y el quinto lugar en Tokio 2020, en la misma prueba.
Ganó una medalla de plata en el Campeonato Mundial de Natación de 2015 y cuatro medallas en el Campeonato Mundial de Natación en Piscina Corta de 2016.

## Palmarés internacional
| Juegos Olímpicos                    | Juegos Olímpicos        | Juegos Olímpicos  | Juegos Olímpicos  |
| Año                                 | Lugar                   | Medalla           | Prueba            |
| ----------------------------------- | ----------------------- | ----------------- | ----------------- |
| 2016                                | Río de Janeiro (Brasil) | Medalla de bronce | 4 × 100 m estilos |
| Campeonato Mundial                  |                         |                   |                   |
| Año                                 | Lugar                   | Medalla           | Prueba            |
| 2015                                | Kazán (Rusia)           | Medalla de plata  | 4 × 100 m estilos |
| Campeonato Mundial en Piscina Corta |                         |                   |                   |
| Año                                 | Lugar                   | Medalla           | Prueba            |
| 2016                                | Windsor (Canadá)        | Medalla de plata  | 4 × 100 m estilos |
| 2016                                | Windsor (Canadá)        | Medalla de bronce | 50 m mariposa     |
| 2016                                | Windsor (Canadá)        | Medalla de bronce | 100 m mariposa    |
| 2016                                | Windsor (Canadá)        | Medalla de bronce | 4 × 100 m libre   |